# جان من قبول کن
جان من قبول کن (به هندی: Jaanam Samjha Karo) فیلمی محصول سال ۱۹۹۹ و به کارگردانی عندلیب سلطان پوری است. در این فیلم بازیگرانی همچون سلمان خان، اورمیلا ماتوندکار، جاسپال بهاتی، شامی کاپور، بیندو، مونیکا بدی ایفای نقش کرده‌اند.